# Amynodes
Amynodes is een geslacht van vlinders van de familie uilen (Noctuidae), uit de onderfamilie Acontiinae.

## Soorten
- A. distigmata Hampson, 1896
- A. monocampta Hampson, 1910